# 아오키 슈조
아오키 슈조(青木周蔵, 1844년 3월 3일 ~ 1914년 2월 16일)는 일본의 정치인, 외교관으로, 외무대신을 역임하였다.